# Метрополітен Чанша
Метрополітен Чанша (кит.: 长沙地铁) — система ліній Метрополітену в місті Чанша, КНР.

## Історія
Будівництво метрополітену в місті розпочалося 28 серпня 2009 року.

### Хронологія розвитку системи
- 29 квітня 2014 — відкрилася початкова дільниця «Wangchengpo»—"Guangda" Лінії 2, 19 станцій та 22,3 км.
- 28 грудня 2015 — розширення Лінії 2 на 4 станції та 4,25 км, дільниця «Wangchengpo»—"West Meixi Lake".
- 28 червня 2016 — відкрилася Лінія 1.
- 26 травня 2019 — відкрилася Лінія 4.
- 28 червня 2020 — відкрилася початкова дільниця Лінії 3 та початкова дільниця Лінії 5 (всього відкрито 43 станції).

## Лінії
Станом на початок липня 2020 року в системі 111 станцій з яких 110 підземних та 1 естакадна. Всі станції побудовані зі платформними розсувними дверима.
| №   | Дата відкриття | Останнє продовження | Кількість станцій | Кінцеві станції                                 | Довжина в км | Кількість підземних станцій |
| --- | -------------- | ------------------- | ----------------- | ----------------------------------------------- | ------------ | --------------------------- |
| (1) | 28 червня 2016 | —                   | 20                | «Kaifu District Government» — «Shangshuangtang» | 23,55 км.    | 19                          |
| (1) | 29 квітня 2014 | 28 грудня 2015      | 23                | «West Meixi Lake» — «Guangda»                   | 26,55 км.    | 23                          |
| (1) | 28 червня 2020 | —                   | 25                | «Shantang» — «Guangsheng»                       | 36,4 км.     | 25                          |
| (1) | 26 травня 2019 | —                   | 25                | «Guanziling» — «Dujiaping»                      | 33,5 км.     | 25                          |
| (1) | 28 червня 2020 | —                   | 18                | «Maozhutang» — «Shuiduhe»                       | 22, км.      | 18                          |

## Розвиток
В місті будується розширення Лінії 3 на 8 станцій та 1 нова лінія:
- Лінія 6 — будується з 2017, відкрити планують у 2021 році (34 станції та 48,1 км).

## Галерея

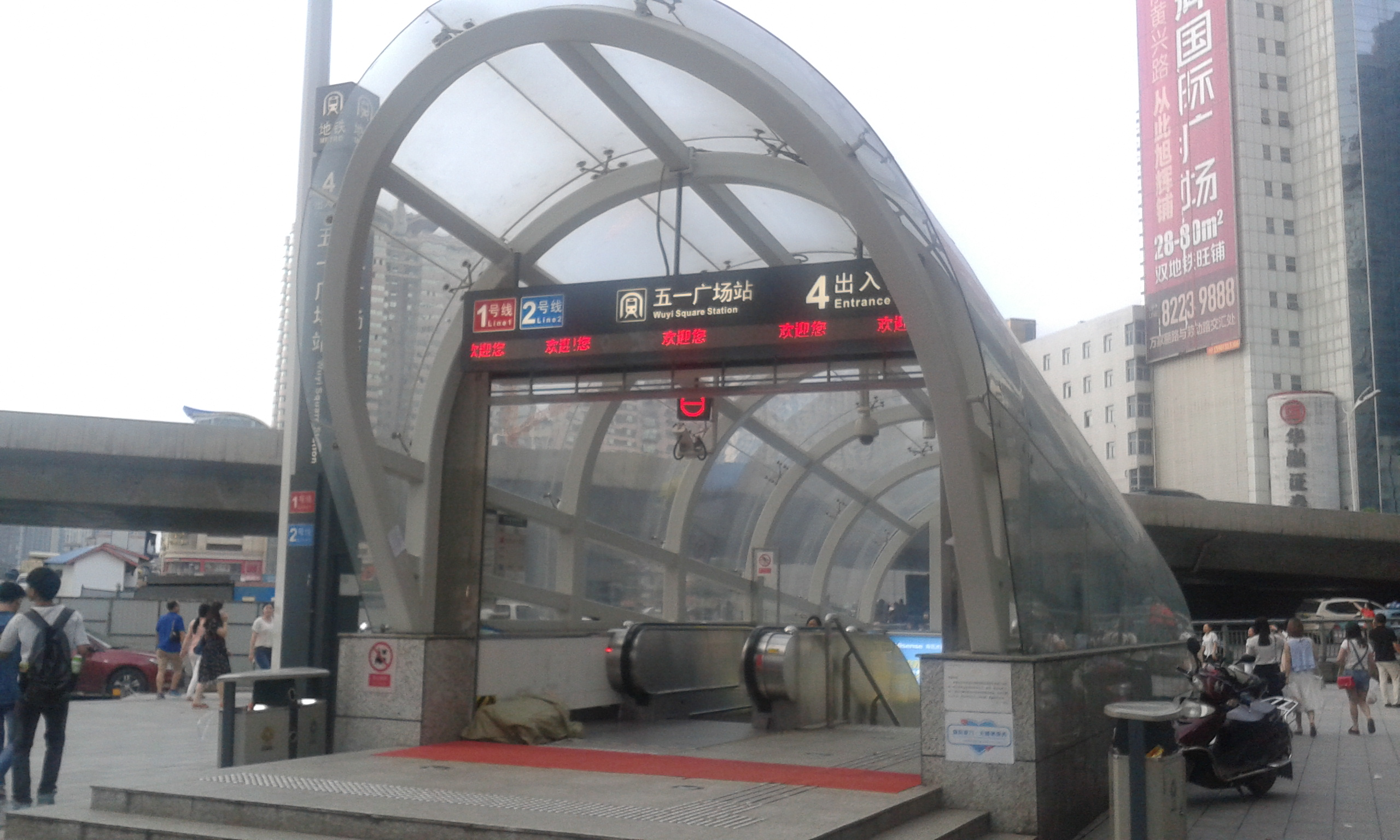
Вихід 4 зі станції «Wuyi Square»
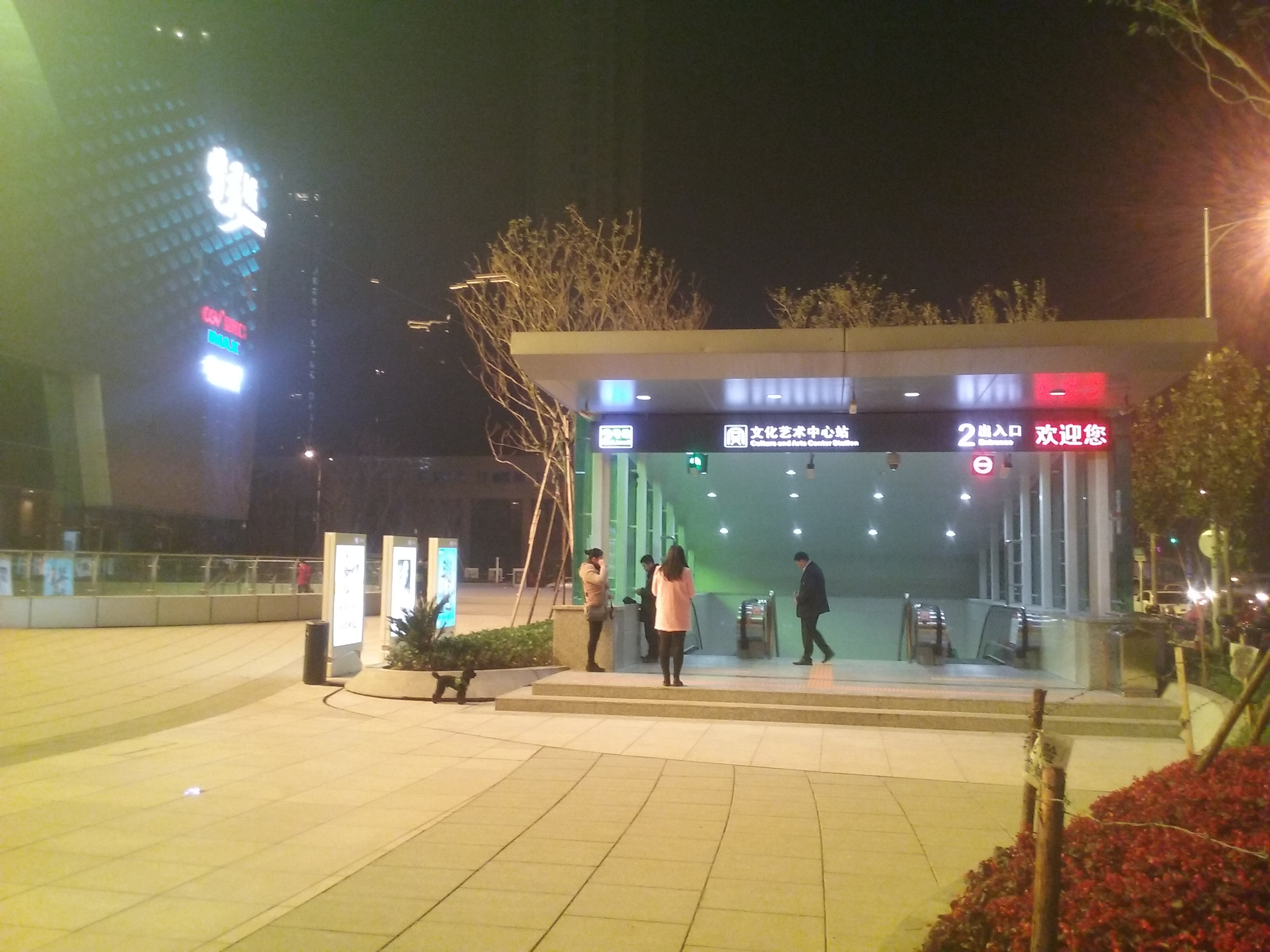
Вихід зі станції «Culture and Arts Center»
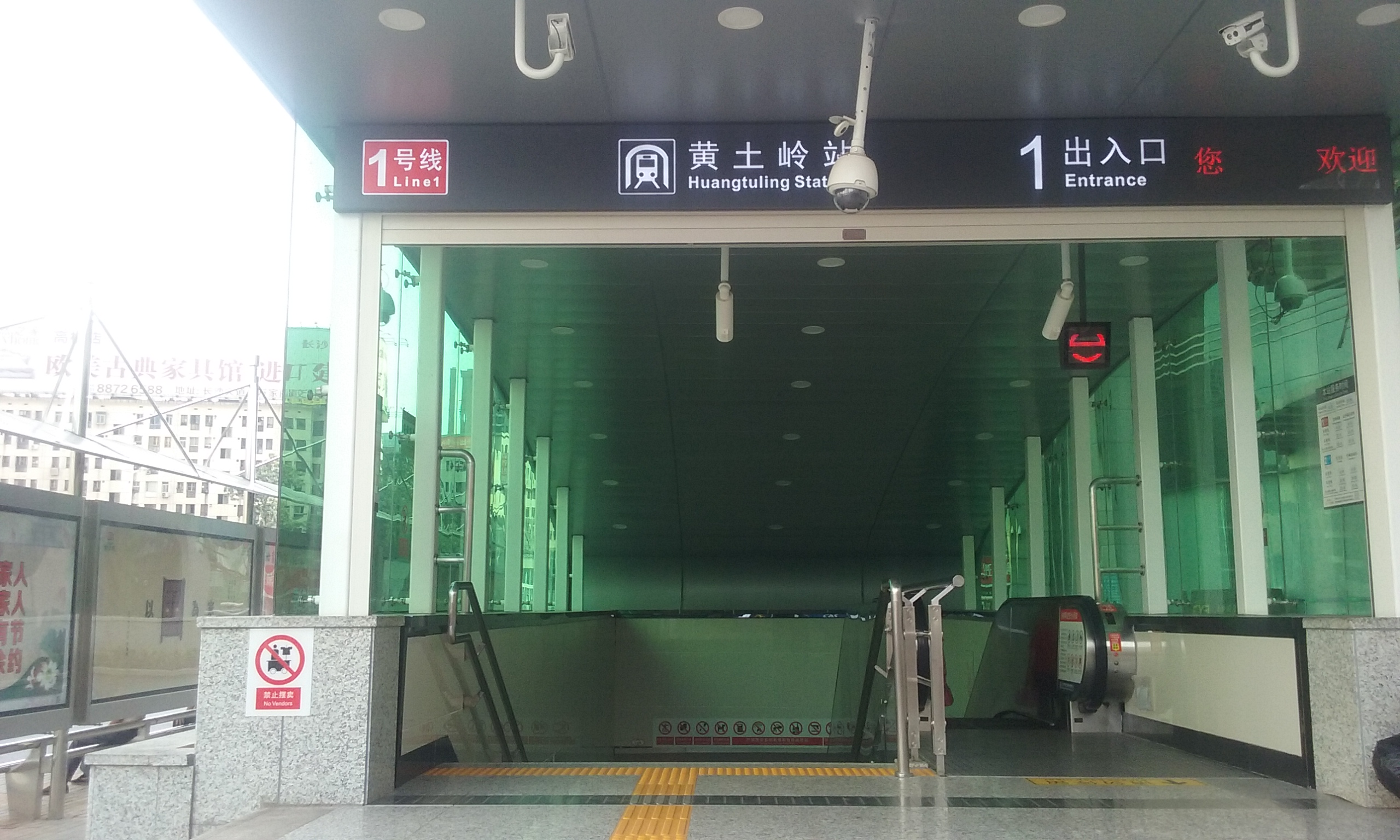
Вихід No.1 зі станції «Huangtuling»
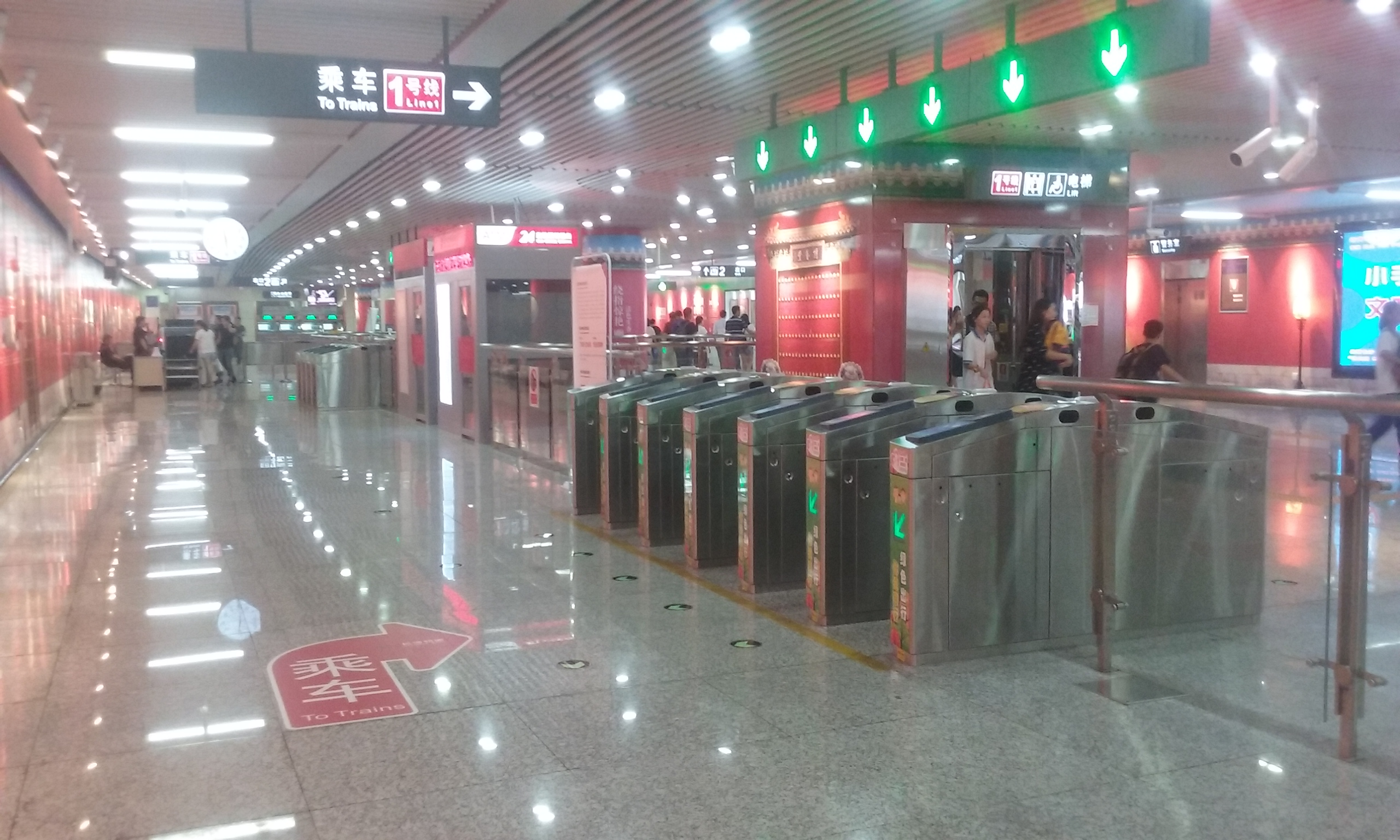
Турнікети на станції «Nanmenkou»
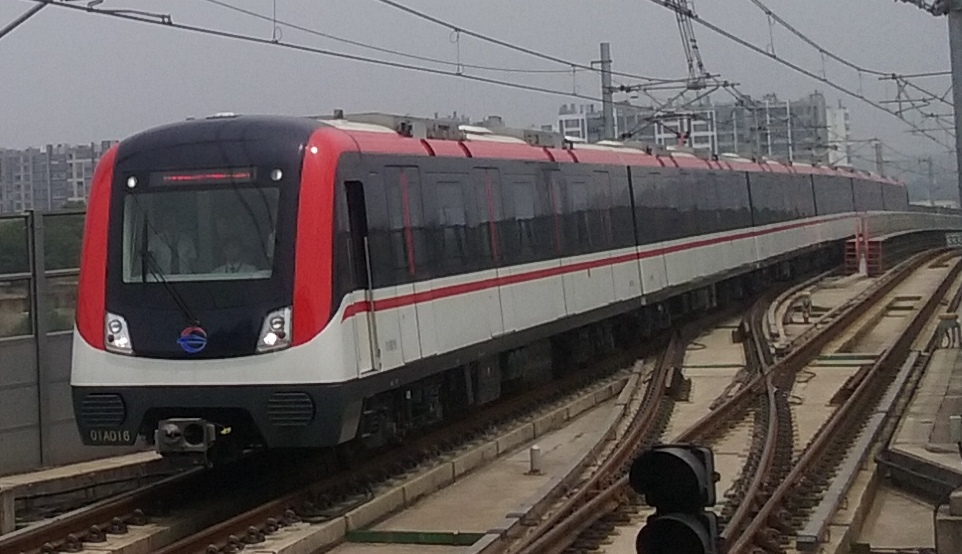
Потяг Лінії 1 на південній кінцевій станції
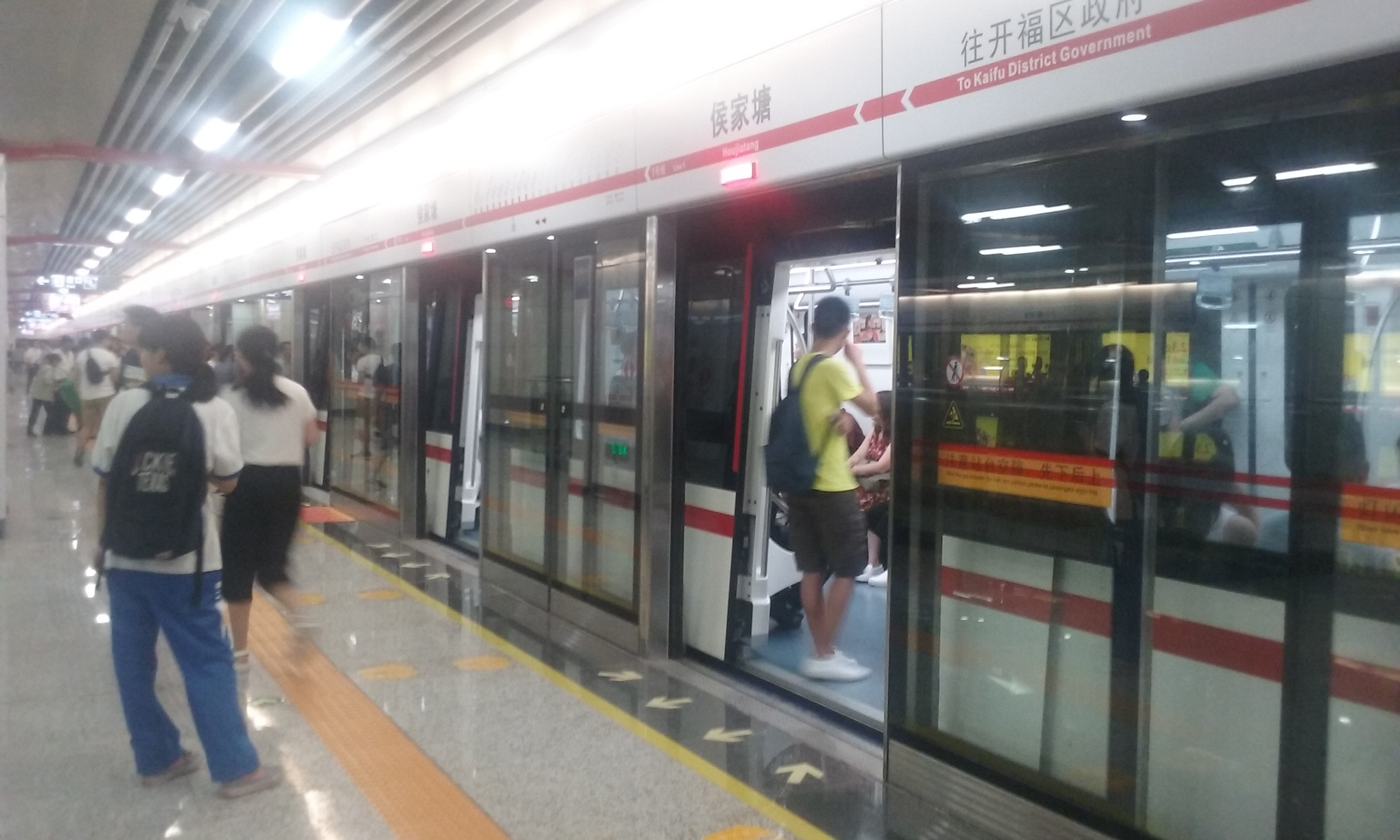
Лінія 1 станція «Houjiatang»
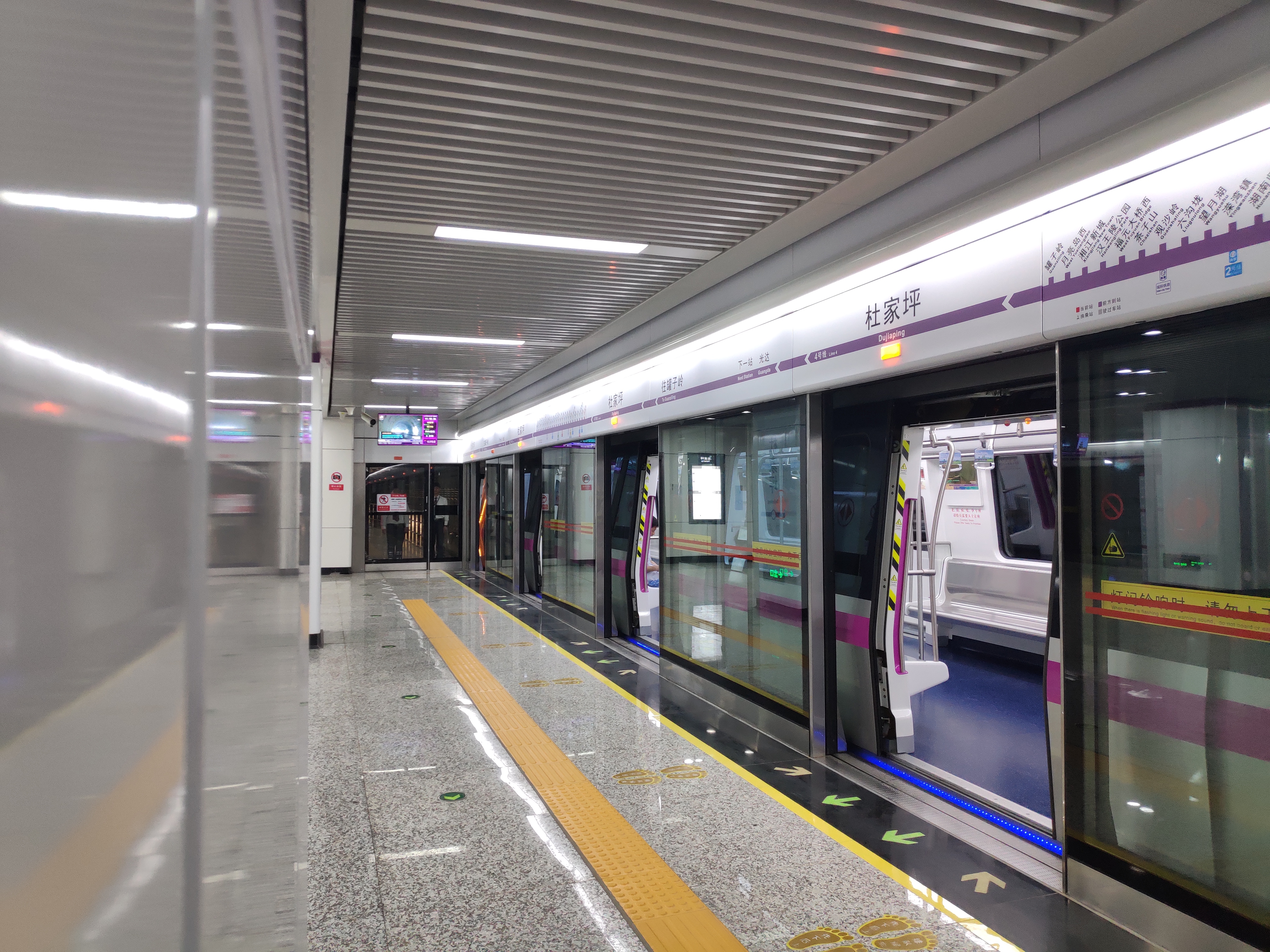
Перший потяг на новій Лінії 4
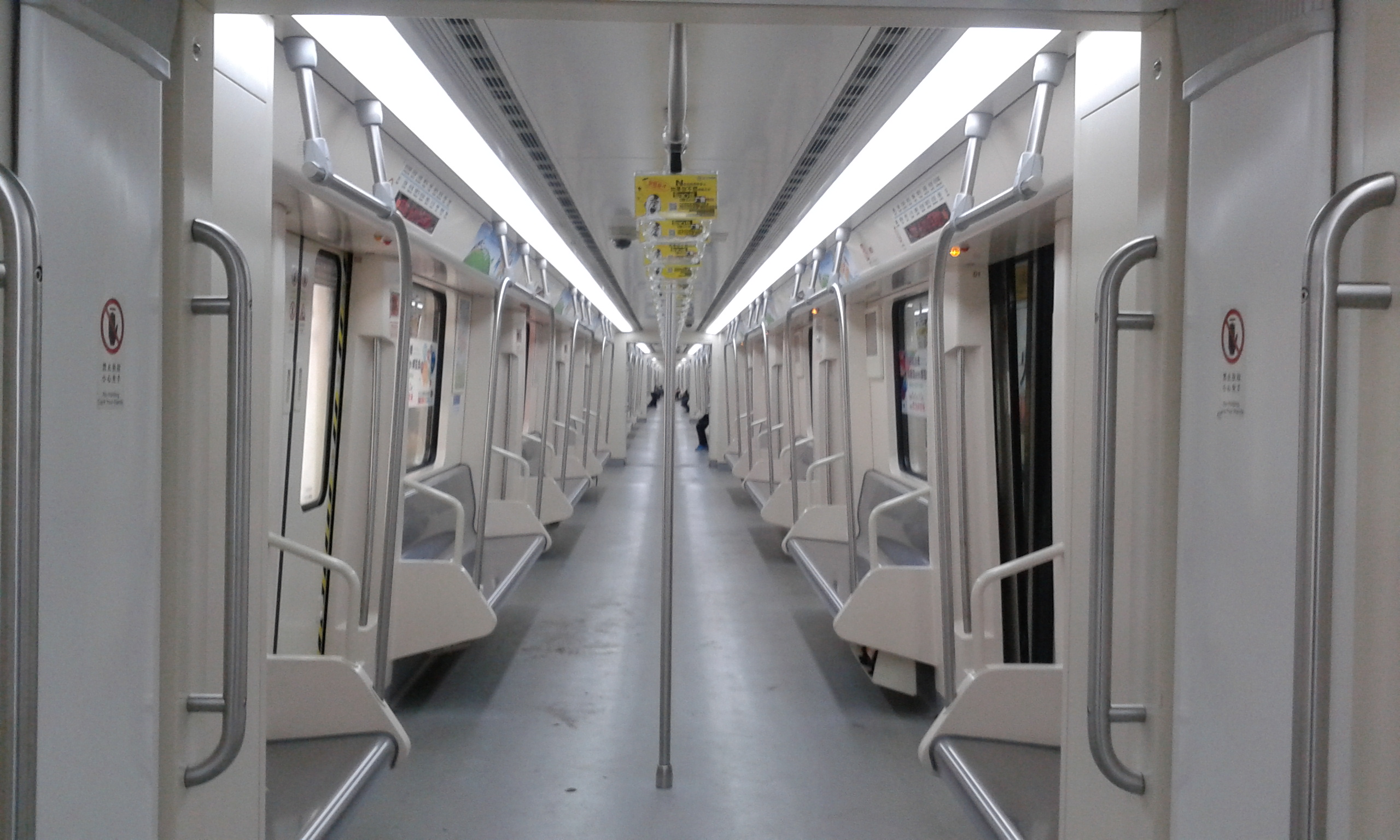
Всередині потяга